# Monarca de Mussau
El monarca de Mussau (Symposiachrus menckei) és un ocell de la família dels monàrquids (Monarchidae).

## Hàbitat i distribució
Habita els boscos de l'illa de Mussau, al grup de St. Matthias, de la zona septentrional de l'arxipèlag de Bismarck.